# Överbo-Dammsjön
Överbo-Dammsjön är en sjö i Avesta kommun i Dalarna och ingår i Dalälvens huvudavrinningsområde. Sjön har en area på 0,16 kvadratkilometer och ligger 116,5 meter över havet.

## Delavrinningsområde
Överbo-Dammsjön ingår i det delavrinningsområde (668189-152874) som SMHI kallar för Utloppet av Överbo-Dammsjön. Medelhöjden är 136 meter över havet och ytan är 1,08 kvadratkilometer. Det finns inga avrinningsområden uppströms utan avrinningsområdet är högsta punkten. Vattendraget som avvattnar avrinningsområdet har biflödesordning 3, vilket innebär att vattnet flödar genom totalt 3 vattendrag innan det når havet efter 126 kilometer. Avrinningsområdet består mestadels av skog (78 procent). Avrinningsområdet har 0,15 kvadratkilometer vattenytor vilket ger det en sjöprocent på 14,2 procent.